# 니켄
니켄(스페인어: Ñiquén)은 칠레 비오비오주 뉴블레 현의 코무나이다.